# سكوت غيريرو
سكوت غيريرو (بالإنجليزية: Scott Guerrero)‏ (22 أغسطس 1990 بغوام في الولايات المتحدة - ) هو لاعب كرة قدم أمريكي في مركز الدفاع. شارك مع منتخب غوام لكرة القدم. أما مع النوادي، فقد لعب مع Loyola Marymount Lions ‏ وQuality Distributors ‏.

## وصلات خارجية
- سكوت غيريرو على موقع قاعدة بيانات كرة القدم.إي يو (الإنجليزية)
- سكوت غيريرو على موقع ناشيونال فوتبول تيمز (الإنجليزية)